# می بمل مینور
می بمل مینور (انگلیسی: E-flat minor) با مخفف (E♭m) یک گام مینور بر پایهٔ نت می بمل است.

## تعریف
گام می بمل مینور بر سه نوع : مینور تئوریک (طبیعی)، مینور هارمونیک و مینور ملودیک استوار است و گام بزرگ نسبی آن، سل بمل ماژور و دارای شش علامت بمل در سرکلید است.
- نت‌های گام سی بمل مینور طبیعی به ترتیب عبارتند از : می بمل، فا، سل بمل، لا بمل، سی بمل، دو بمل، ر بمل و اکتاو.

- در گام می بمل مینور هماهنگ (یا می بمل مینور هارمونیک)، نت «ر بمل» نیم پرده کروماتیک به بالا تغییر می‌کند.

- در صورتی که درجات ششم و هفتم در حالت بالا رونده نیم پرده کروماتیک به بالا تغییر کند و در حالت پایین رونده به حالت اصلی خود برگردد، می بمل مینور نغمگی (یا می بمل مینور ملودیک) شکل می‌گیرد.

## آثار در می بمل مینور
- چهارنوازی زهی شماره ۱۵ (شوستاکوویچ)